# NETMA
NETMA (NATO Eurofighter 2000 and Tornado Management Agency) è un'agenzia NATO prima della riforma del giugno 2011.
È il principale cliente ed organismo di gestione per il programma Eurofighter Typhoon Weapon System per le quattro aviazioni militari del consorzio Eurofighter (Regno Unito, Germania, Italia e Spagna) all'interno della NATO. Gli uffici sono dislocati ad Hallbergmoos in Germania ed è attualmente inserita nella nuova struttura NSPA (NATO Support and Procurement Agency) l'Agenzia per il Supporto ed Appalti della NATO, con sede a Capellen in Lussemburgo.
La nuova agenzia è responsabile per le acquisizioni ed approvvigionamenti in termini di:
- armamenti
- logistica
- supporto operativo
- sistemi e servizi

agli alleati, alle autorità militari della NATO e alle nazioni partner.
L'agenzia NETMA è stata istituita nel 1996 per sostituire due precedenti organizzazioni: la NAMMA (NATO Multirole Combat Aircraft Development and Production Management Agency) e la NEFMA (NATO EFA Development Development and Logistics Management Agency).
È responsabile dello sviluppo e della produzione congiunta del Typhoon e dell'aereo da combattimento multiruolo della NATO il Panavia Tornado.